# Frane Posedarski
Frane Posedarski (? – ?, 1670.), hrvatski velikaš, posedarski knez, mletački pukovnik i protuturski ratnik iz hrvatske velikaške obitelji knezova Posedarskih od roda plemenitih Gusića Krbavskih.
Bio je sin kneza Gašpara Posedarskog († 1613.) i imao je brata Jurja i sestru Izabelu, Ursu i Dijanu.
Istaknuo se kao vojni zapovjednik u Kandijskom ratu (1645. – 1669.). Sudjelovao je u obrani Novigrada 1647. godine i u oslobođenju Klisa 1648. godine. Godine 1658. na dužnosti pukovnika guvernadura, obavijestio je mletačkog kapetana Antonija Zena da je bosanski paša Ahmet ponovno napao Novigrad, Posedarje, Vinjerac i Ražanac te da je jedva spasio Posedarce i Vinjerčane morskim putem.
Umro je 1670. godine, a njegovu vojnu zadaću preuzeo je njegov brat, knez Juraj Posedarski uz pomoć svog sina Frane.